# Ewald Tilker
Ewald Tilker (Herford, 3 de noviembre de 1911 – San Francisco, 8 de septiembre de 1998) fue un deportista alemán que compitió en piragüismo en la modalidad de aguas tranquilas.
Participó en los Juegos Olímpicos de Berlín 1936, obteniendo una medalla de plata en la prueba de K2 1000 m. Ganó dos medallas de oro en el Campeonato Europeo de Piragüismo de 1934.

## Palmarés internacional
| Juegos Olímpicos   | Juegos Olímpicos       | Juegos Olímpicos | Juegos Olímpicos |
| Año                | Lugar                  | Medalla          | Evento           |
| ------------------ | ---------------------- | ---------------- | ---------------- |
| 1936               | Berlín ( Alemania)     | Medalla de plata | K2 1000 m        |
| Campeonato Europeo |                        |                  |                  |
| Año                | Lugar                  | Medalla          | Evento           |
| 1934               | Copenhague (Dinamarca) | Medalla de oro   | K1 1000 m        |
| 1934               | Copenhague (Dinamarca) | Medalla de oro   | K2 1000 m        |